# TALOS
TALOS (англ. Tactical Assault Light  - Operator Suit) — проект перспективного американського роботизованого екзоскелету  військового призначення. Передбачається, що конструкція систем TALOS буде забезпечувати зв'язок, навігацію, контроль за життєзабезпеченням свого власника, а також його захист із допомогою, так званої, технології «рідкої керамічної броні». Перший прототип костюма був представлений у травні 2013 року.

## Склад учасників
На вебсайті проекту перераховуються 55 промислових, 20 державних і 12 академічних установ. Серед учасників проекту згадується Массачусетський технологічний інститут, Університет Делавера, корпорації Boeing, Lockheed Martin, Raytheon, Adidas, NPR, Nike, Red Bull Air Force та ін.

## Очікувані характеристики
- Оптимальний розподіл ваги солдата та його спорядження на несучі компоненти системи
- Повний балістичний захист усієї поверхні тіла найсучаснішими засобами
- Низьке енергоспоживання
- Світлошумова скритність у використанні
- Інтегровані системи терморегулювання і біомедичного контролю за станом людини, а також вбудовані компоненти для надання першої медичної допомоги при пораненні
- Система безперервного моніторингу навколишньої ситуації
- Повна вага не більше 180 кг при забезпеченні енергоспоживання потужністю 12 кВт протягом 12 годин[4].

Командування SOCOM в особі адмірала МакРейвена висловило надію побачити повністю завершений комплект спорядження не пізніше серпня 2018 року.

## Критика проекту
Після оголошення термінів і наявних фондів на проведення НДДКР, неназвані експерти оборонної промисловості поставилися до планів організаторів проекту "TALOS" зі стриманим скепсисом. При цьому багато згадують фактичний фінансовий провал попередньої програми Land Warrior, на три основних контракти якої з 1996 по 2006 рік було витрачено $500 млн. доларів. Крім цього, повідомляється, що технологічний рівень, необхідний для здійснення цілей програми "TALOS" не може бути досягнутий раніше 2026 року. Серед основних проблем, у першу чергу, називається відсутність досить компактних, надійних і легких джерел енергоживлення.
Один з відставних військовослужбовців американського спецназу Скотт Нейл (Scott Neil, Special Forces Master Sergeant), зауважив, що ніякі дорогі технологічні новації у системах "TALOS" не замінять на полі бою адекватного управління солдатами та грамотної розвідки.